# Jüdischer Friedhof Waibstadt
Der jüdische Friedhof Waibstadt in Waibstadt im Rhein-Neckar-Kreis im nördlichen Baden-Württemberg wurde im 17. Jahrhundert angelegt. Er ist ein geschütztes Kulturdenkmal.

## Geschichte

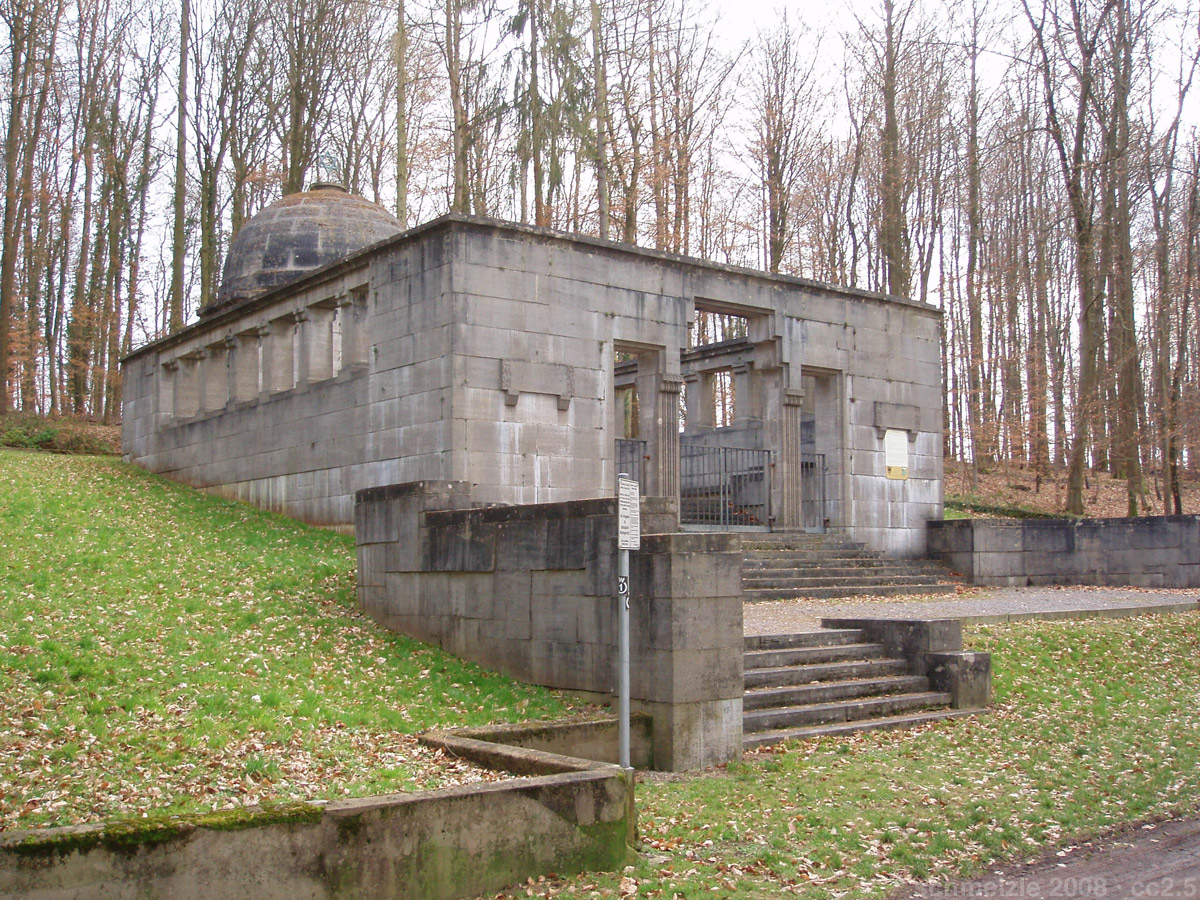
Weil-Mausoleum (2008)

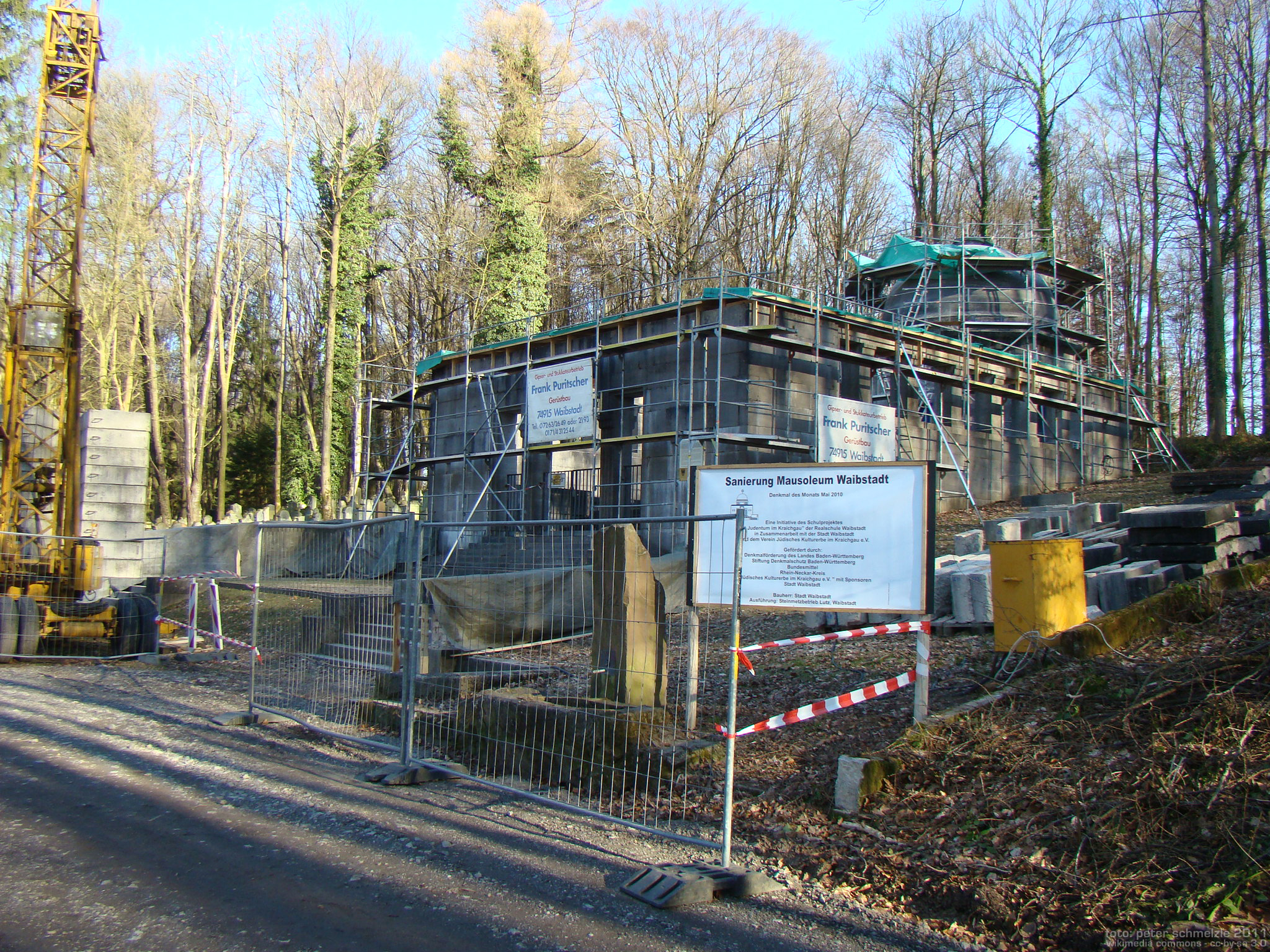
Sanierung des Weil-Mausoleums 2011

Da es Juden nicht erlaubt war, ihre Toten auf christlichen Friedhöfen zu bestatten, mussten die Kraichgauer Juden ihre Toten auf dem jüdischen Friedhof Speyer (bis 1435) und danach auf dem jüdischen Friedhof Worms bestatten. Für die Kraichgauer Juden entstand zunächst der jüdische Friedhof in Oberöwisheim (ab 1629) und später der jüdische Friedhof in Waibstadt.
Der Waibstadter Friedhof Am Mühlbergwald besitzt auf einer Fläche von 233,32 Ar 2556 Grabsteine, der älteste datiert von 1690 und der jüngste von 1940. 18 jüdische Gemeinden hatten den Verbandsfriedhof gemeinsam errichtet. Bis zum Jahr 1860 waren es etwa 80 Gemeinden, die ihre Toten dort bestatteten. 1913 waren es nur noch die folgenden Gemeinden: Bonfeld, Grombach, Hoffenheim, Hüffenhardt, Neckarbischofsheim, Neidenstein, Obergimpern, Steinsfurt, Waibstadt und Wollenberg.
Die 1856 erbaute Friedhofshalle (Taharahaus) wurde 1958 abgebrochen und 1987 bis 1993 wurde ein Teil der Grabsteine instand gesetzt.
Westlich des Friedhofs befindet sich das Mausoleum des jüdischen Unternehmers Hermann Weil (1868–1927) und seiner Frau. Weil stammte aus Steinsfurt und wollte seine Urne an der traditionellen Begräbnisstätte der Steinsfurter Juden in Waibstadt beigesetzt wissen. Da der jüdische Ritus aber Urnenbestattungen auf Friedhöfen verbietet, ließ Weil 1924 unmittelbar neben dem jüdischen Friedhof das Mausoleum für seine Urne und die seiner (christlichen) Frau und seiner Pflegerin Steffi Krauth errichten. Das Mausoleum besteht aus einem achteckigen Kuppelbau mit anschließendem Ehrenhof und vorgelagerter Treppenanlage. Der Kuppelbau hatte einen Marmorboden und eine Mosaikdecke.
Am 10. November 1938 wurde das Mausoleum im Rahmen der Novemberpogrome geschändet und schwer beschädigt. Die drei Urnen blieben bis heute verschwunden. Das Mausoleum wurde 1980 bis 1983 durch die Stadt Waibstadt, das Forstamt Sinsheim und den Naturpark Neckartal/Odenwald saniert. Eine neuerliche umfassende Sanierung fand 2010 bis 2012 statt.

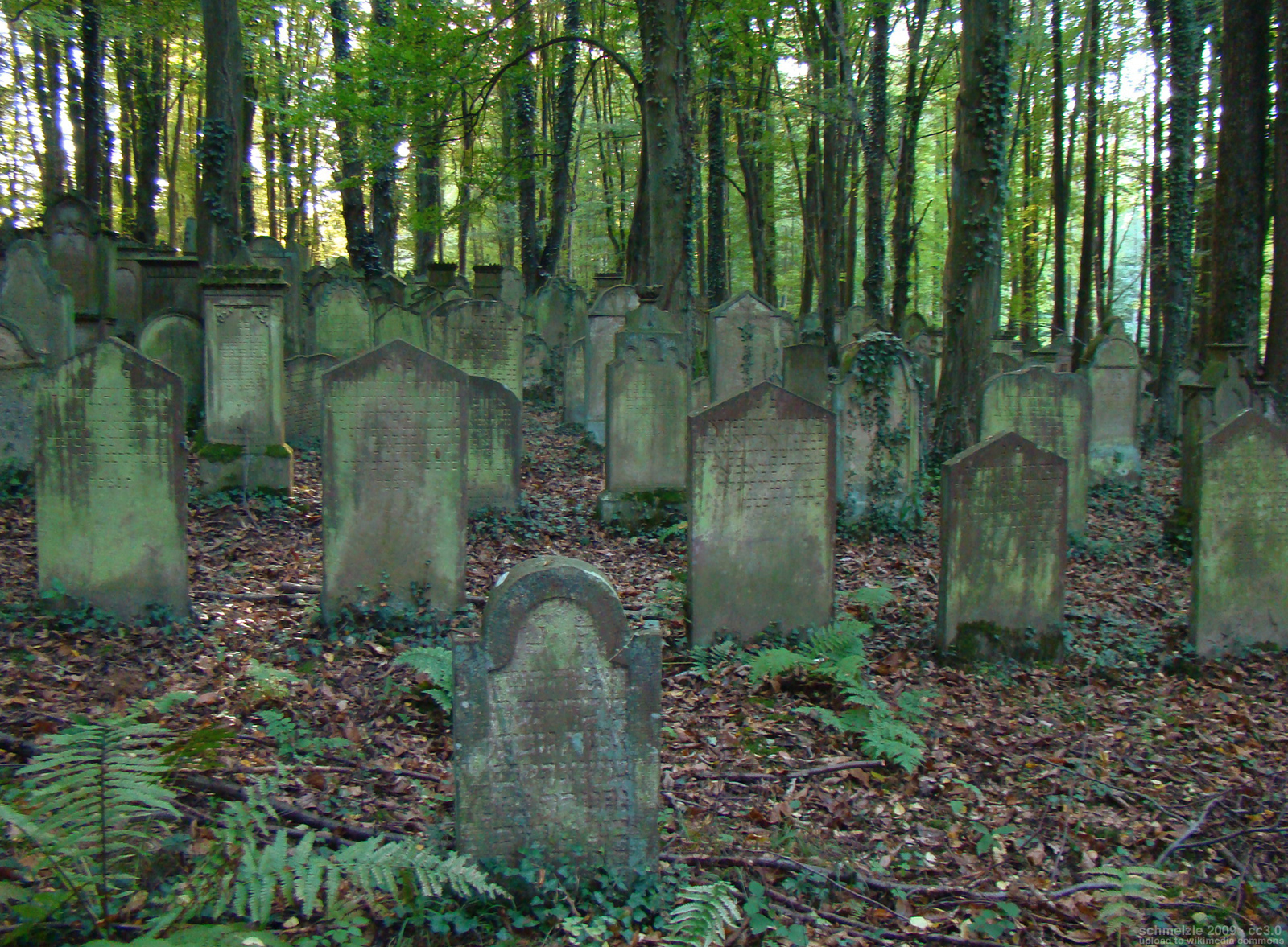
Der jüdische Friedhof in Waibstadt
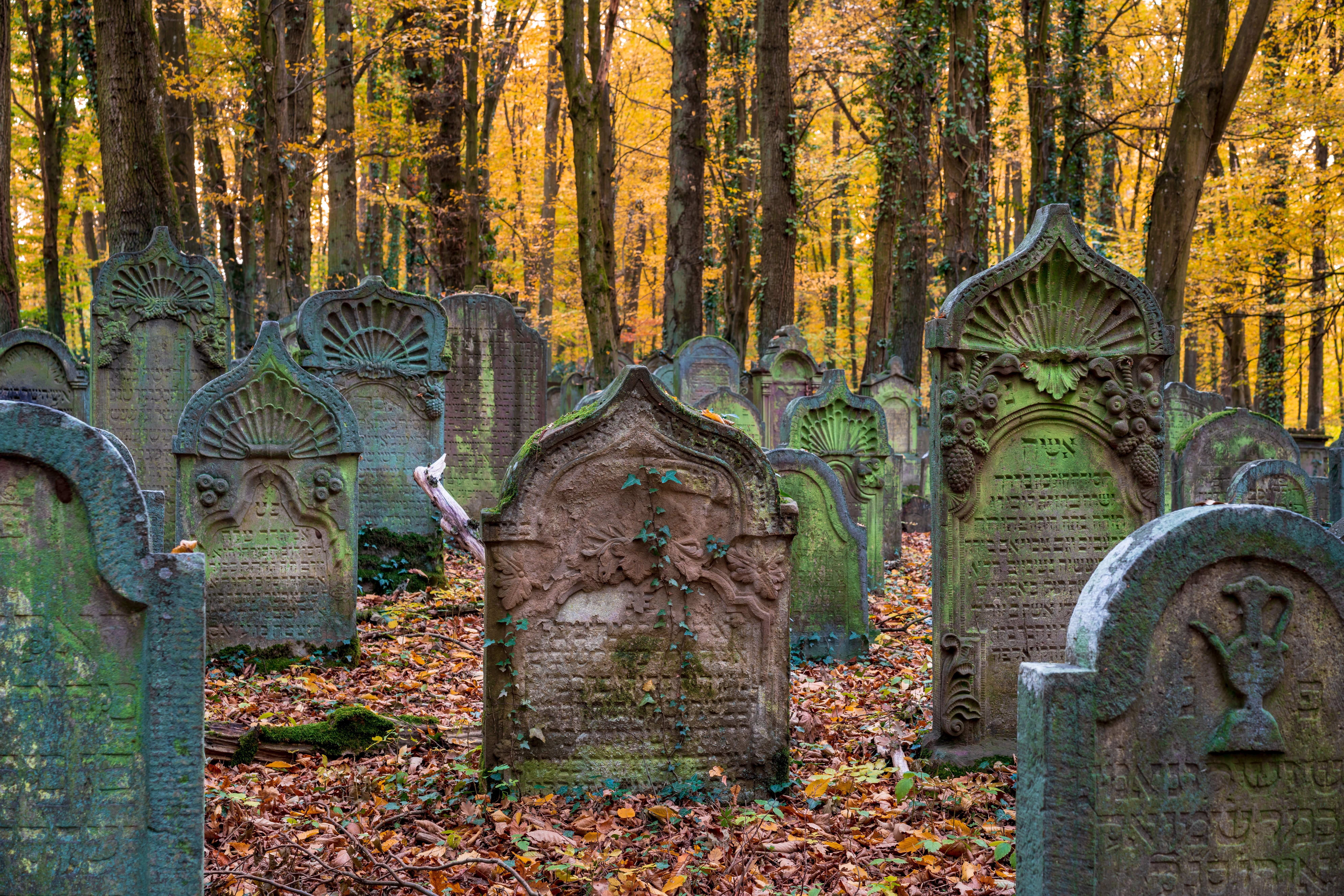
Grabsteine im ältesten Teil des Friedhofes
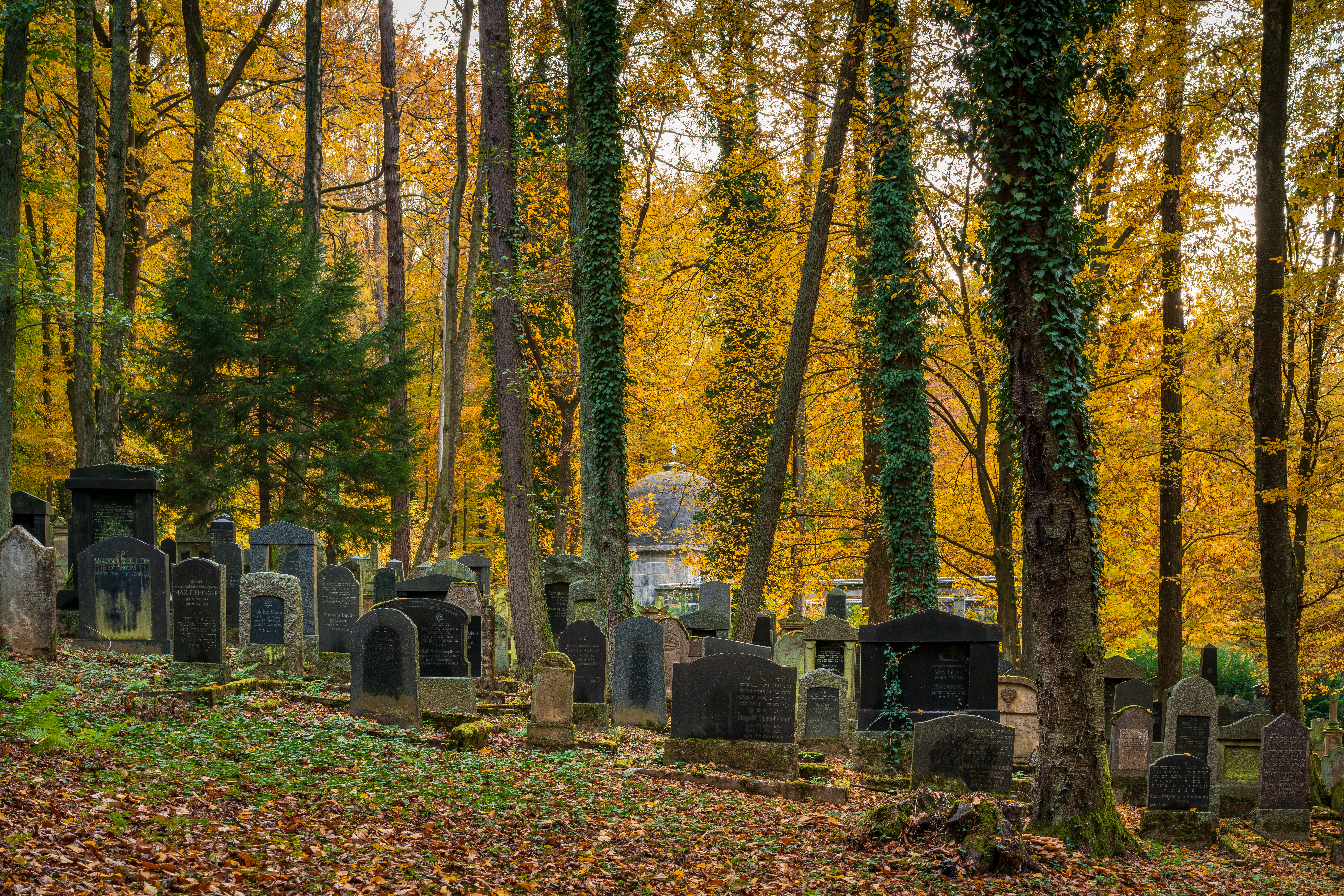
Der neueste Teil des Friedhofes
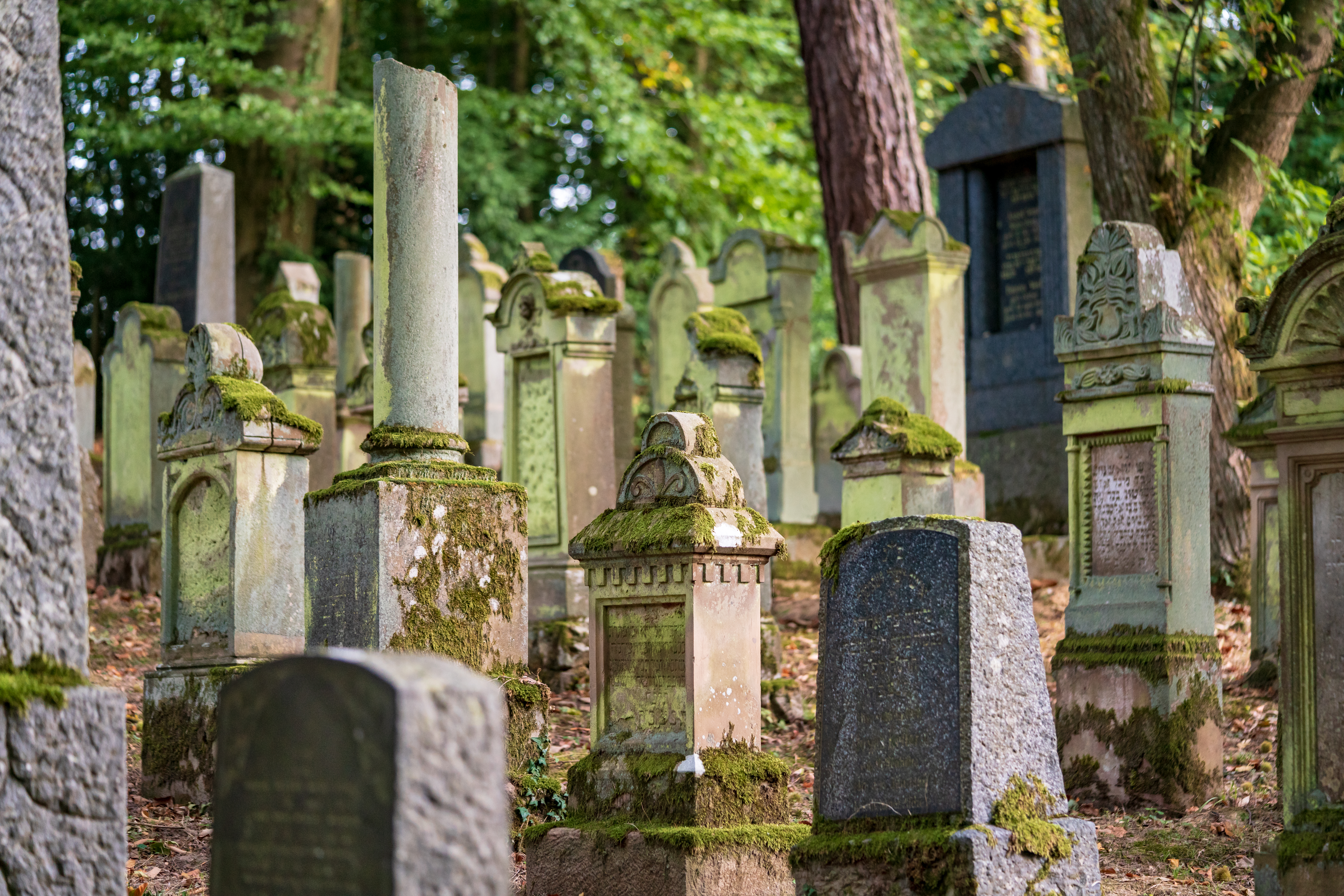
Grabsteine im neuesten Teil